# مرکز مطالعات استراتژیک بگین-سادات

آرم BESA

مرکز مطالعات استراتژیک بگین-سادات (به انگلیسی: The Begin–Sadat Center for Strategic Studies) (مرکز بی‌ای‌اس‌ای) (به انگلیسی: BESA Center)یک اندیشکده اسرائیلی وابسته به دانشگاه بارایلان و تحت حمایت ابتکار مدیترانه ناتو است که تحقیقات مربوط به سیاست را در مورد امور استراتژیک خاورمیانه و جهانی، به ویژه در مورد امنیت ملی و سیاست خارجی اسرائیل و صلح و ثبات منطقه‌ای انجام می‌دهد. مأموریت این مرکز کمک به ارتقا صلح و امنیت در خاورمیانه، از طریق تحقیقات سیاسی هدفمند در مورد امنیت ملی در خاورمیانه است. این دانشگاه در دانشکده علوم اجتماعی دانشگاه بارایلان واقع شده‌است. این مرکز توسط توماس هخت کانادایی-یهودی، تأسیس شد و به مناخم بگین و انور سادات تقدیم شده بود که اولین توافقنامه صلح بین اسرائیل و یک کشور عربی موسوم به پیمان صلح مصر - اسرائیل را امضا کردند.

## حوزه‌های مطالعه
- قومیت های ایران
- تجزیه ایران
- تجزیه ترکیه
- روند تفکر استراتژیک اسرائیل
- بازدارندگی و امنیت منطقه‌ای
- گزینه‌های استراتژیک جایگزین در روند صلح
- سیاست داخلی و خارجی تشکیلات خودگردان فلسطین
- افکار عمومی اسرائیل در مورد امنیت ملی
- روابط اسرائیل و ایالات متحده
- کاهش میزان تشویش و خشونت
- روابط استراتژیک اسرائیل و ترکیه
- امنیت در شرق تا منطقه دریای مدیترانه
- منابع آب در خاورمیانه
- گسترش سلاح‌های کشتار جمعی
- کنترل تسلیحات در خاورمیانه
- صنایع نظامی
- ارتش دفاعی اسرائیل در آینده
- روابط اسرائیل و آسیا

## انتشارات
- مقاله چشم‌انداز بایگانی‌شده  در ۲۹ مارس ۲۰۱۳ توسط Wayback Machine
- مطالعات امنیتی و خاورمیانه
- کتابها
- بولتن خبر بایگانی‌شده  در ۲۷ مارس ۲۰۱۳ توسط Wayback Machine